# Акчаколь
Акчаколь (каз. Ақшакөл) — упраздненное село в Сарыкольском районе Костанайской области Казахстана. Входило в состав Чеховского сельского округа.Упразднено в 2017 г . Код КАТО — 396263200.

## Население
В 1999 году население села составляло 64 человека (29 мужчин и 35 женщин). По данным переписи 2009 года, в селе проживало 26 человек (13 мужчин и 13 женщин).